# اللباس في الإسلام

أقرت الشريعة الإسلامية قيمة الستر والاحتشام، وبضعة ضوابط التي تحدد نوعية الملابس التي ينبغي أن يرتديها المسلمون، سواء كانوا من الرجال أو النساء، وذلك بناءً على المبادئ التي تهدف إلى تعزيز الاحتشام، التواضع. أفردت لهذه الضوابط والقواعد أبوابًا في كتب في الفقه الإسلامي، تسمى بـ فقه اللباس والزينة. تقسم هذه الضوابط إلى ضوابط خاصة بالرجل وأخرى خاصة بالمرأة وضوابط مشتركة لكليهما.
الإسلام يدعو إلى الاحتشام والستر كقيم موحدة لجميع المسلمين، رجالًا ونساءً. ويُستحب أن يكون لباس المسلم: غير متشبه بالكفار أو أهل الفسق وهي رمزية جماعية وهوية مميزة عن الكافرين. وغير مثير للفتنة وهو ضابط اجتماعي عام.
في الفقه الإسلامي، من باب سد الذرائع فإن كشف العورة مقدمة لارتكاب كبائر المعاصي كالزنا، ويعقبه مشاكل كبرى كهدم للأسر والمجتمعات، واختلاط الأنساب وانتشار الأمراض، لذا فقد دعا الإسلام المسلمين إلى الفضيلة والعفاف وستر العورات.

## اللباس والبشرية والإسلام
يرتبط اللباس ارتباطا وثيقا بوجود الإنسان، فمنذ أن خلق الله آدم وحواء جعل لهما لباسا يواري سوءاتهما، وكان لباسهما من ثياب الجنة وزينتها، وقد وسوس الشيطان لآدم وحواء بمخالفة كلام الله، والأكل من الشجرة التي نهاهما الله عن الأكل من ثمارها، فكانت النتيجة أن بدت عوراتهما. يقول الله في سورة طه: ﴿فَقُلْنَا يَا آدَمُ إِنَّ هَذَا عَدُوٌّ لَكَ وَلِزَوْجِكَ فَلَا يُخْرِجَنَّكُمَا مِنَ الْجَنَّةِ فَتَشْقَى ۝١١٧ إِنَّ لَكَ أَلَّا تَجُوعَ فِيهَا وَلَا تَعْرَى ۝١١٨ وَأَنَّكَ لَا تَظْمَأُ فِيهَا وَلَا تَضْحَى ۝١١٩ فَوَسْوَسَ إِلَيْهِ الشَّيْطَانُ قَالَ يَا آدَمُ هَلْ أَدُلُّكَ عَلَى شَجَرَةِ الْخُلْدِ وَمُلْكٍ لَا يَبْلَى ۝١٢٠ فَأَكَلَا مِنْهَا فَبَدَتْ لَهُمَا سَوْآتُهُمَا وَطَفِقَا يَخْصِفَانِ عَلَيْهِمَا مِنْ وَرَقِ الْجَنَّةِ وَعَصَى آدَمُ رَبَّهُ فَغَوَى ۝١٢١﴾ [طه:117–121] . يقول الطبري في تفسيره: فأكل آدم وحوّاء من الشجرة التي نُهيا عن الأكل منها، وأطاعا أمر إبليس، وخالفا أمر ربهما فانكشفت لهما عوراتهما، وكانت مستورة عن أعينهما.
وعندما ظهرت عوراتهما، شعر آدم وحواء بالخجل والحياء وأسرعا بالستر والتغطية. يقول الله في سورة طه:﴿فَبَدَتْ لَهُمَا سَوْآتُهُمَا وَطَفِقَا يَخْصِفَانِ عَلَيْهِمَا مِن وَرَقِ الْجَنَّةِ﴾ وهذه الآية تشير إلى أن الأصل في الإنسان هو الستر والحياء وهو الأصل في الفطرة البشرية جميعها.
وقد حذر الله بني آدم من فتنة الشيطان، وما يفعله ويكيده من أجل أظهار العورات، وعد التعري ونزع الثياب من فتن الشيطان وأعماله يقول الله في سورة الأعراف: ﴿يَا بَنِي آدَمَ لَا يَفْتِنَنَّكُمُ الشَّيْطَانُ كَمَا أَخْرَجَ أَبَوَيْكُمْ مِنَ الْجَنَّةِ يَنْزِعُ عَنْهُمَا لِبَاسَهُمَا لِيُرِيَهُمَا سَوْآتِهِمَا إِنَّهُ يَرَاكُمْ هُوَ وَقَبِيلُهُ مِنْ حَيْثُ لَا تَرَوْنَهُمْ إِنَّا جَعَلْنَا الشَّيَاطِينَ أَوْلِيَاءَ لِلَّذِينَ لَا يُؤْمِنُونَ ۝٢٧﴾ [الأعراف:27]

## تعريف اللباس لغة واصطلاحا
اللباس: ما يلبس على الجسد ويستره والجمع ألبسة ولُبسُ، يقول الله في سورة الأعراف: ﴿يَا بَنِي آدَمَ قَدْ أَنْزَلْنَا عَلَيْكُمْ لِبَاسًا يُوَارِي سَوْآتِكُمْ وَرِيشًا وَلِبَاسُ التَّقْوَى ذَلِكَ خَيْرٌ ذَلِكَ مِنْ آيَاتِ اللَّهِ لَعَلَّهُمْ يَذَّكَّرُونَ ۝٢٦﴾ [الأعراف:26] وتطلق كلمة اللباس في اللغة على كل ما يغطي الإنسان عن قبيح.
وقد ورد أستعمال كلمة «لباس» في لغة العرب على عدة معاني منها بمعنى الستر. يقول الله في سورة الكهف: ﴿أُولَئِكَ لَهُمْ جَنَّاتُ عَدْنٍ تَجْرِي مِنْ تَحْتِهِمُ الْأَنْهَارُ يُحَلَّوْنَ فِيهَا مِنْ أَسَاوِرَ مِنْ ذَهَبٍ وَيَلْبَسُونَ ثِيَابًا خُضْرًا مِنْ سُنْدُسٍ وَإِسْتَبْرَقٍ مُتَّكِئِينَ فِيهَا عَلَى الْأَرَائِكِ نِعْمَ الثَّوَابُ وَحَسُنَتْ مُرْتَفَقًا ۝٣١﴾ [الكهف:31].
أما تعرف اللباس في الاصطلاح فهو: ما يواري به الإنسان جسده ويستر به سوأته ويتزين ويتجمل به بين الناس مما أباحت له الشريعة ولم يتعارض مع آداب الإسلام وأوامره ونواهيه. والزينة: وهي اسم أوسع من اللباس وهي اسم جامع لكل ما يتزين به.

## أحكام اللباس في الإسلام

### اللباس للرجال
- الاحتشام والستر: في الإسلام، يُشدد على أن الرجال يجب أن يرتدوا ملابس محتشمة التي تحترم القيم الدينية والأخلاقية. يُستحب أن تكون الملابس فضفاضة وتغطي الجسم، مع تجنب الملابس الضيقة أو المبالغ فيها. ويجب على الرجال ستر العورة، وهي من السرة إلى الركبة.
- عدم ارتداء الحرير والذهب: في الحديث النبوي الشريف، ورد تحريمهما على الرجال:"أحل الذهب والحرير لإناث أمتي وحرم على ذكورها" (رواه الترمذي).

### اللباس للنساء
- الاحتشام والستر: في الإسلام، يُشدد على أن النساء يجب أن يرتدين ملابس محتشمة تغطي جسدهن بشكل لائق، ويجب أن لا يكون اللباس شفافًا أو ضيقًا. ومن المتعارف عليه أن النساء يجب عليهن تغطية شعورهن باستخدام الحجاب أو أي نوع من الملابس التي تستر الشعر والجسم، استنادًا إلى قوله تعالى:"يُدْنِينَ عَلَيْهِنَّ مِنْ جَلابِيبِهِنَّ" (سورة الأحزاب، الآية 59). وقوله: "وَقُلْ لِلْمُؤْمِنَاتِ يَغْضُضْنَ مِنْ أَبْصَارِهِنَّ وَيَحْفَظْنَ فُرُوجَهُنَّ وَلَا يُبْدِينَ زِينَتَهُنَّ إِلَّا مَا ظَهَرَ مِنْهَا وَلْيَضْرِبْنَ بِخُمُرِهِنَّ عَلَىٰ جُيُوبِهِنَّ" (سورة النور، الآية 31).

### أمور مشتركة
البساطة وعدم التفاخر: على الرجال تجنب التفاخر في ملابسهم، ويجب أن تكون ملابسهم معتدلة وألا تظهر غنى أو ترف غير مبرر. في الحديث الشريف:
"من لبس ثوب شهرة في الدنيا، ألبسه الله ثوب مذلة يوم القيامة" (رواه مسلم).

## اللباس في مناسبات خاصة
- الملابس في الحج والعمرة: في مناسك الحج، يرتدي الرجال إحرامًا (رداء أبيض بسيط) والنساء يرتدين ملابس خاصة تلتزم بالاحتشام.
- الملابس في العيد: يُستحب أن يرتدي المسلمون ملابس جديدة أو نظيفة في عيد الفطر و عيد الأضحى، إلا أنه يُشدد على عدم التفاخر في الملابس.